# Радикальный конструктивизм
Радика́льный конструктиви́зм — эпистемологический подход, согласно которому знание принципиально не может соответствовать объективной реальности или «отражать» её, поскольку единственный доступный индивиду «реальный мир» представляет собой конструкцию (систему конструктов), порождаемую самим индивидом в процессе познания на основе своего сенсорного опыта. Основными представителями радикального конструктивизма считаются Эрнст фон Глазерсфельд, Пауль Вацлавик, Умберто Матурана и Хайнц фон Фёрстер.
Человек рассматривается как закрытая система, аналогично солипсизму.
Центральную парадигму радикального конструктивизма Глазерсфельд формулирует следующим образом:
- знание не обретается пассивным образом, оно активно конструируется познающим субъектом;
- функция познания носит адаптивный характер и служит для организации опытного мира, а не для открытия онтологической реальности.

## Общие сведения
Радикальность конструктивизма состоит в его резком отмежевании от всех форм традиционной эпистемологии, допускающей в той или иной мере соответствие знания объективной реальности. В радикальном конструктивизме происходит «сдвиг проблематики» в сравнении с предшествующими конструктивистскими подходами. В центре внимания радикального конструктивизма находится не проблема обоснования знания, а исследование самого процесса (биологического, нейрофизиологического, психологического) создания конструкций (конструктов), которые оказываются «последней реальностью», с которой может иметь дело человеческое познание. Центральное место занимает вопрос о том, как возникает знание наблюдателя о мире, который он воспринимает как свой собственный мир.
Согласно А. В. Кезину, основные философские утверждения радикального конструктивизма можно сформулировать в виде следующих тезисов:
- Познание — активный процесс конструктивной деятельности субъекта.
- Познание имеет адаптивное значение и нацелено на приспособление и выживание.
- Познание служит организации внутреннего мира субъекта, а не задачам описания объективной онтологической реальности.
- Научное познание в конечном счете должно служить практическим целям.

Методологическая позиция радикального конструктивизма применима к психотерапии и психиатрии, ряду областей гуманитарнонаучных и социологических исследований, нейронауке и физике, а также другим дисциплинам.

## История
По всей видимости, термин «радикальный конструктивизм» впервые был использован Эрнстом фон Глазерсфельдом в работе «Радикальный конструктивизм и концепция познания Пиаже» (1978). Официальной датой рождения философии радикального конструктивизма считается 1981 год, когда под редакцией американского психолога П. Вацлавика на немецком языке был опубликован сборник «Изобретённая действительность». В предисловии Вацлавик разъясняет, что такое конструктивизм, а в главе «Введение в радикальный конструктивизм» фон Глазерсфельд дает исчерпывающее обоснование радикальному конструктивизму как «нетрадиционному направлению в эпистемологии».
Философскими предшественниками радикального конструктивизма можно назвать Джамбаттиста Вико, Ханса Файхингера, Фердинанда де Соссюра, Грегори Бейтсона и Жана Пиаже. Само понятие «радикальный конструктивизм» впервые было использовано именно применительно к теории генетической эпистемологии Пиаже, считавшего, что приспосабливаться значит находить возможности и средства, чтобы обходить сопротивления и препятствия переживаемого окружающего мира. Это можно назвать выстраиванием, конструированием подходящих и содействующих выживанию способов действия и поведения. Исходя из этого понимания знания Пиаже отказался от традиционной теории познания и начал формировать собственную теорию «генетической эпистемологии».

## Естественно-научные основания
Основным естественно-научным источником радикального конструктивизма является парадигма самоорганизации. В биологии парадигма самоорганизации нашла своё воплощение в концепции аутопоэзиса Умберто Матураны и Франсиско Варелы.
Автопоэтические системы — это системы, которые сами себя воссоздают, единственным продуктом их организации являются они же сами. В автопоэтической системе в виду её информационной замкнутости представления о внешнем окружении всегда формируются на основе «внутренних» состояний системы. Любой наблюдатель также может оказываться в роли наблюдаемого субъекта с аналогичными ограничениями. Согласно концепции автопоэзиса, учитывая, что этот процесс смены наблюдателей может быть фактически бесконечным, можно утверждать, что «последнего наблюдателя» не существует, как не существует и привилегированной системы наблюдения, или абсолютного, объективного знания о мире как таковом. Конструктивистская проблема познания ограничивается взглядом наблюдателя, наблюдаемого другими наблюдателями. Наблюдения рассматриваются как когнитивные операции, осуществляющиеся не людьми, а системами. Поэтому конструктивизм определяют как теорию систем наблюдения.

## Психологические основания
Один из основателей радикальноконструктивистского подхода, психотерапевт Пауль Вацлавик работал под руководством Грегори Бейтсона в Институте психических исследований в Пало-Альто. Бейтсон считал, что люди сами создают воспринимаемый мир, поскольку подвергают селекции воспринимаемую реальность, чтобы привести её в соответствие со своими представлениями о мире.
Вацлавик сформулировал понятие коммуникативной реальности, описывая его следующим образом:
- Реальность — продукт человеческого общения.
- Реальность принципиально множественна (существуют различные её версии и варианты).
- Множественную реальность нельзя рассматривать как отражение или репрезентацию какой-либо объективной реальности.

## Критика радикального конструктивизма
По мнению Н. Грёбена, радикально-конструктивистская модель аутопоэзиса как объектная теория полностью легитимна, в высшей степени интересна и в принципе непротиворечива. Тем не менее, он критикует радикальность радикального конструктивизма, проявляющуюся в превышении «полномочий» объектно-теоретического уровня и, главное, в смешении объектного уровня и метауровня.
Герхард Фоллмер указывает на то, что в истории науки потерпевших крушение теорий было значительно больше, чем признанных успешными. С позиции реалиста это объясняется тем, что такие теории рассматриваются как ложные, потому что мир не таков, как предполагается в теории. Он рассуждает, что чтобы быть другим, мир должен не только существовать; он должен иметь специфическую структуру, которой можно соответствовать или не соответствовать. Антиреалисты (идеалисты, позитивисты, конвенционалисты, прагматисты и особенно радикальные конструктивисты), по его мнению, не могут ответить на вопрос об основаниях крушения теорий.